# صخرة الجمل
صخرة الجمل معلم طبيعي سياحي في محافظة الوجه، بمنطقة تبوك شمال غرب السعودية. تعتبر إحدى أهم التشكيلات الصخرية في السعودية. سميت بصخرة الجمل لأن لها هيئة الجمل القاعد، وهي تتكون من الحجر الجيري واتخذت شكلها بفعل عوامل التعرية. تبعد الصخرة 5 كيلومترات جنوبًا عن مدينة الوجه، ويصل ارتفاعها إلى 8 أمتار.